# 列比亚日耶村委员会 (阿斯特拉罕州)
列比亚日耶村委员会（俄语：Лебяжинский сельсовет）是俄罗斯联邦阿斯特拉罕州卡梅贾克区所属的一个村委员会。其下辖有2个居民点，行政中心为列比亚日耶。据2015年统计，该村委员会的人口为970人。